# Moeder, vertel eens wat van Adolf Hitler!
Moeder, vertel eens wat van Adolf Hitler! (Duits: Mutter, erzähl von Adolf Hitler) is een propagandistisch nationaalsocialistisch kinderboek dat werd geschreven door Johanna Haarer. Het boek werd naar het Nederlands vertaald door Steven Barends en in 1942 gepubliceerd. 

## Achtergrond
Het Duitstalige origineel Mutter, erzähl von Adolf Hitler verscheen kort voor het uitbreken van de Tweede Wereldoorlog in 1939 bij J.F. Lehmanns Verlag uit München. Auteur Johanna Haarer stond in nazi-Duitsland bekend om haar nationaalsocialistische opvoedboeken en schreef het boek namens de Nationaalsocialistische Duitse Arbeiderspartij (NSDAP). Het boek was in nazi-Duitsland verplichte kost op kleuterscholen.
Ondanks de papierschaarste en bezuinigingsmaatregelen tijdens de oorlogsjaren, bleef het boek herdrukt worden. Nieuwe edities werden aangepast naargelang nieuwe gebieden werden bezet door nazi-Duitsland.
In Nederland verscheen het boek in 1942 onder de titel Moeder, vertel eens wat van Adolf Hitler! bij uitgeverij Westland dat 15.000 stuks liet drukken. In Vlaanderen werd het boek verdeeld door Volk en Staat uit Antwerpen. De Nederlandse vertaling was van de hand van Steven Barends die tevens Mein Kampf had vertaald. Het boek was een van de succesvolste kinderboeken uit de oorlogsjaren en tegen eind 1943 grotendeels uitverkocht.

## Thema
Het antisemitische en anticommunistische kinderboek vertelt over de opkomst van het Derde Rijk. De grote vijanden in het Derde Rijk zijn volgens het boek de joden, die 'sluipen als katten' en het Duitse volk 'alleen maar kwaad willen doen'. In het boek wordt onder meer de fictieve Joodse familie Veilchenstein besproken, die volgens de tekst 'geen goede mensen' waren, omdat ze niet 'eerlijk en oprecht' waren zoals de fictieve Arische familie Schmitthammer. Daarnaast werden stereotype Joodse uiterlijke kenmerken besproken en benadrukt dat zij er 'heel anders uitzien' dan Ariërs. Volgens de Duitse pedagoog Manfred Berger maakte Haarer in het boek gebruik van een psychologische verhaalsituatie tussen moeder en kind om negatieve vooroordelen tegen Joden en andere door de nationaalsocialisten beschouwde minderwaardige groepen te introduceren.
Het boek presenteert Adolf Hitler als de persoon die problemen in de samenleving kan oplossen. Hij wordt omschreven als 'kindervriend' die ervoor zorgt dat de Duitse jeugd zorgeloos en zonder honger kan opgroeien. Daarnaast was hij volgens het boek een leider die gestuurd was door God 'zoals de wereld er nog nooit één heeft gezien': Neen, wij luisteren alleen naar de stem van den Führer en naar de mannen, die sinds jaren trouw naast hem staan. In hem willen wij gelooven, in hem hebben wij vertrouwen, hem willen wij volgen, waar hij ons ook leidt, nu en te allen tijde.
De flaptekst van het boek stelt dat het een 'belangrijke taak vervult' aangezien 'de jeugd helder en sterk [moet] opgroeien, als jonge, gelukkige en actieve volgelingen van de Führer'. Kinderen werden in het boek aangemoedigd lid te worden van de Bund Deutscher Mädel of de Hitlerjugend.
- Gemeinsame Normdatei: 4651021-7
- Virtual International Authority File: 197684049